# مديم
مديم (الاسم العلمي: Medemia) هو جنس نباتي يتبع فصيلة الفوفلية من رتبة الفوفليات.

## أنواع المديم
المديم هي جنس وحيد النوع:
- مديم الأرجون (الاسم العلمي: Medemia argun)